# ريسيفه
ريسيفه (بالبرتغالية: Recife‏) (14 أكتوبر 1994 في البرازيل - ) هو لاعب كرة قدم برازيلي في مركز الوسط. لعب مع أتلتيكو غويانيينسي ونادي فلامنغو.

## وصلات خارجية
- ريسيفه على موقع قاعدة بيانات كرة القدم.إي يو (الإنجليزية)
- ريسيفه على موقع Soccerway.com (الإنجليزية)